# Shamrock

Shamrock

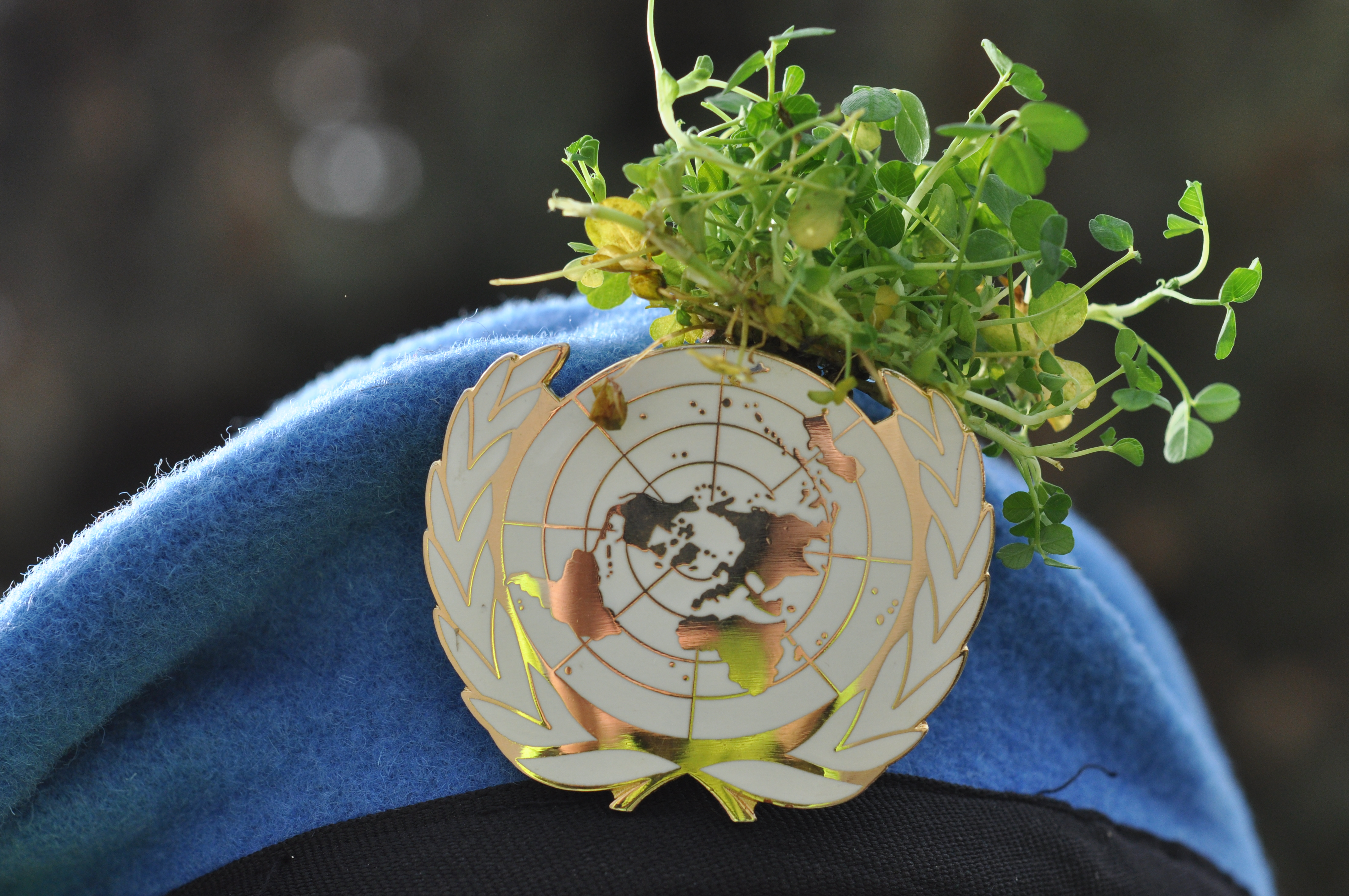
Jetelové lístky na baretu irského příslušníka jednotek OSN

Shamrock (z irského seamróg = trojlístek (jetelíček)) je jeden z národních symbolů Irska. Má podobu zeleného jetelového trojlístku; někdy se objevují také listy šťavele nebo tolice. Je atributem svatého Patrika, který podle legendy při své evangelizaci Irska používal trojici listů vyrůstajících ze společného stonku jako znázornění svaté Trojice (i když jetel měl kultovní význam již v původním druidském náboženství).
Jetel je národní rostlinou Irska, stejně jako je růže symbolem Anglie, bodlák představuje Skotsko a narcis Wales. Souvisí také s označením Irska jako zeleného nebo smaragdového ostrova, které zavedl básník William Drennan ve svých verších z roku 1795. Shamrock se stal jedním ze symbolů irského povstání v roce 1798. Dalším důvodem popularity jetele bylo tvrzení, že pojídání této rostliny zachránilo za velkého irského hladomoru mnoho životů.
Není vyobrazen ve státním znaku Irska jako keltská harfa a je tedy neoficiálním symbolem Irů žijících doma i v diaspoře. Je použit na letadlech státní letecké společnosti Aer Lingus, na dresech sportovních reprezentací, ve znaku irských skautů, objevuje se na mincích nebo poštovních známkách. Přední irský fotbalový klub, sídlící v Dublinu, se jmenuje Shamrock Rovers FC. Rodina Disneyova pojmenovala svoji firmu Shamrock Holdings, shamrock je také v názvu řadu souborů věnujících se keltské kultuře. Jako připomínka irských přistěhovalců je shamrock vyobrazen na vlajce kanadského města Montréalu. Podle trojlístku se jmenuje také několik obcí, např. Shamrock (Saskatchewan). Maskotem basketbalového klubu Boston Celtics je leprikón ve vestě poseté trojlístky. 
Pivo značky Guinness se tradičně podává tak, že výčepní vytvoří na povrchu pěny obrazec trojlístku, který by měl vydržet do dopití sklenice. Na den svatého Patrika, největší irský svátek, je zvykem nosit na oděvu jetelové listy. Firma McDonald's servíruje v tento den mléčný nápoj Shamrock Shake, v němž je zelená barva dosažena přidáním máty.
V sadě znaků Unicode má shamrock kód U+2618 ☘.